# Arx (Landas)
Arx es una comuna francesa situada en el departamento de Landas, en la región de Nueva Aquitania.

## Demografía
| 176 | 144 | 118 | 85 | 88 | 57 | 50 |
| Para los censos de 1962 a 1999 la población legal corresponde a la población sin duplicidades (Fuente: INSEE [Consultar]) |     |     |    |    |    |    |